# Prótesiláos
Prótesiláos (latinsky Protesilaus) je v řecké mytologii syn fylackého krále Ífikla.
O dobytí slávy usiloval v čele loďstva o 40 válečných lodí. Byl prvním padlým v trojské válce. Dávná věštba říkala, že první muž, který se nohou dotkne trojského pobřeží, zemře. Prótesiláos ostře sledoval, kdo první vystoupí a byl připraven hned po něm vyskočit na břeh.
Po delším otálení vyskočil jako první ithacký král Odysseus. Ten však chytře hodil na břeh nejprve svůj válečný štít a na něj vyskočil. Prótesiláos bez otálení skočil jako druhý, ovšem jeho nohy se dotkly břehu. V tom okamžiku se věštba naplnila a on zemřel zasažen nepřátelským kopím.
Jeho manželka Láodameia pro smrt svého manžela těžce trpěla, a to tak moc, že si nechala vytvořit (nebo sama vytvořila) jeho sochu. Zoufale prosila nejvyššího boha Dia, aby jí manžela vrátil. Zeus se ustrnul a na tři hodiny jej oživil. Prótesiálos žádal manželku, aby s ním odešla do podsvětní říše. A skutečně, jakmile uplynuly stanovené tři hodiny, Láodameia se žalem probodla dýkou.